# جوجل فري زون
جوجل فري زون (بالإنجليزية: Google Free Zone)‏ هو مبادرة مقدمة من شركة جوجل للهواتف من أجل الدخول وتصفح كافة خدمات ومنتجات جوجل كمحرك بحث جوجل وجيميل وجوجل+ مجانا دون الحاجة لرسوم البيانات وذلك بالنسبة للدول الموافقة على ذلك.

## التاريخ
- في نوفمبر 2012 تم الإعلان عن الخدمة من طرف جوجل وفي 8 نوفمبر من نفس العام تم افتتاح الخدمة في الفلبين مع شركة كلوب تيليكوم واستمرت إلى غاية 31 مارس 2013[2][3][4] كما أطلقت شركة تيلكوم الخدمة في جنوب أفريقيا في 13 من نفس الشهر والسنة وتم توقيفها في 31 مايو 2013.[5]
- أبريل 2013 أفتتحت الخدمة في سريلانكا مع شركة ديالوج للاتصالات.[6]
- يونيو 2013 بدأت الهند بتقديم الخدمة مع مزود خدمة الإنترنت بهارتي إيرتيل[7][8][9][10] وقامت بعدها التايلاند بذلك مع شركة AIS.
- ديسمبر 2013 بهارتي إيرتيل تطرح الخدمة في نيجيريا.[11]
- مارس 2014 دخول الخدمة إلى كينيا من قبل شركة سفاري كوم.[12]